# Joe Kapp
Joe Kapp (Santa Fe, 19 de marzo de 1938-San José, 8 de mayo de 2023) fue un jugador, entrenador y dirigente estadounidense de fútbol americano que jugó doce años como quarterback, ganó un campeonato de la NFL y jugó un Pro Bowl.

## Carrera

### Universitario
Jugó para los California Golden Bears, con los que ganó el título de la Pacific Coast Conference y el Rose Bowl en 1958 venciendo a Iowa Hawkeyes, ganó el W. J. Voit Memorial Trophy y nombrado All-American, aunque también jugó baloncesto para la misma universidad, con la cual ganó dos títulos de conferencia. Obtuvo el título de graduado en educación física en 1959.

### Profesional
Fue elegido en el Draft de 1959 en la posición 209 de la ronda 18 por los Washington Redskins, pero solo lo colocaron en su equipo de práctica y decidieron enviarlo a los Calgary Stampeders de la Canadian Football League (CFL). Llevó al equipo a los playoffs por primera vez luego de años de ausencia. Dos años después permanecería en la liga con el equipo de expansión BC Lions, a los cuales llevó a ganar la Grey Cup en 1964.
En 1967 regresó a Estados Unidos y con ofertas para jugar para Oakland Raiders, San Diego Chargers y Houston Oilers, pero eligió a los Minnesota Vikings en un cambio que incluyó a la liga canadiense, de las pocas ocasiones en las que eso pasaba.
En 1967 fue titular en 11 de 14 partidos y al año siguiente llegaron a los playoffs, donde perdieron ante los favoritos Baltimore Colts por 14-24. En 1969 empató el récord del equipo cuando lanzó siete pases de touchdown ante los Baltimore Colts el 28 de septiembre de 1969. Llevó al equipo a un récord de 12-2 y ganó la final de conferencia ante los Cleveland Browns por 27-7. Perdió la Super Bowl ante los Kansas City Chiefs por 7-23, recibiría el premio al MVP pero lo rechazó aduciendo que el premio no debía ser para él sino ganarlo junto a sus 39 compañeros de equipo.
En 1970 fue agente libre y fue contratado por los Boston Patriots por cuatro años, el más grande contrato en aquellos años, a cambio de dos selecciones de primera ronda para los Vikings.
Los Patriots terminaron con récord de 2-12, por lo que le pidieron a Kapp reestructurar su contrato como un jugador regular con menos salario, pero se negó. Los Patriots eligieron en Draft de 1971 a Jim Plunkett de los Stanford Indians y ganador del Trofeo Heisman, por los que Kapp renunció al equipo durante los entrenamientos, y con ello se retiró tras doce años de carrera.

## Tras el retiro
Tras su retiro deportivo, y entre los años 1970 y años 1980 Kapp apareció en varios programas de televisión, en la mayoría de los casos interpretando personajes secundarios. Los programas fueron Ironside, The Six Million Dollar Man, Adam-12, Emergency!, Police Woman, Captains and the Kings, y Medical Center. Películas como Climb An Angry Mountain (1972), The World's Greatest Athlete (1973), The Longest Yard (1974), Breakheart Pass (1975), Two-Minute Warning (1976), Smash-Up on Interstate 5 (1976), Semi-Tough (1977), The Frisco Kid (1979), y Off Sides (Pigs vs. Freaks) (1984).
En 1982 fue entrenador en jefe de su Alma Mater, California Golden Bears. Asumió la dirección con la promesa de que no consumiría su bebida alcohólica favorita (tequila) hasta lograr que el equipo regrese a competir en el Rose Bowl. Esto no fue posible bajo su gestión, y el retorno se concretó recién en 2006, cuando ingresaron a la competencia universitaria y fueron derrotados por los USC Trojans. En 1983 Kapp ganó el premio al entrenador del año, y también reconocimiento por la técnica de La Jugada ante Stanford Cardinal, que consistió en un regreso de patada lateral para ganar el partido.
Tras perder 18-50 ante los Washington Huskies el 2 de octubre de 1986 en Seattle, bajó su cremallera públicamente y ante los medios a modo de protesta. Su conducta le valió una notificación de despido tras el encuentro Gator Bowl ante Stanford Cardinal. Tras ganar este último partido 17-11, fue escoltado por su equipo al salir del estadio.
En 1990 pasó a ser el Gerente General de los BC Lions de la Canadian Football League, teniendo la tendencia de ir por exjugadores de la NFL como Mark Gastineau y Doug Flutie. Fue despedido de su cargo tras once partidos. Dos años después, en 1992, asumió como entrenador en Arena Football League con Los Angeles Wings. La franquicia no tuvo éxito en Los Ángeles, por lo que se mudaron a Sacramento y pasó a llamarse Sacramento Attack. Bajo la dirección de Kapp, el equipo terminó con récord de 4–6 y eliminados en la primera ronda de los playoffs por el Detroit Drive. Al finalizar la temporada el equipo se mudó a Miami, Florida.

## Fallecimiento
En febrero de 2016 el San Jose Mercury News reportó que Kapp padecía de la enfermedad de alzheimer. Murió como consecuencia de la enfermedad en un asilo en San José, California el 8 de mayo de 2023 a los 85 años.